# Somers (Connecticut)
Somers es un pueblo ubicado en el condado de Tolland en el estado estadounidense de Connecticut. En el año 2005 tenía una población de 10.417 habitantes y una densidad poblacional de 141,9 personas por km².

## Geografía
Somers se encuentra ubicada en las coordenadas 41°59′00″N 72°26′58″O / 41.98333, -72.44944.

## Demografía
Según la Oficina del Censo en 2000 los ingresos medios por hogar en la localidad eran de $65,273, y los ingresos medios por familia eran $71,757. Los hombres tenían unos ingresos medios de $49,766 frente a los $35,329 para las mujeres. La renta per cápita para la localidad era de $23,952. Alrededor del 4.6% de la población estaban por debajo del umbral de pobreza.